# Synema adjunctum
Synema adjunctum är en spindelart som beskrevs av O. Pickard-Cambridge 1891. Synema adjunctum ingår i släktet Synema och familjen krabbspindlar.
Artens utbredningsområde är Panama. Inga underarter finns listade i Catalogue of Life.